# جان باکر
جان باکر (انگلیسی: John Bachar؛ ۲۳ مارس ۱۹۵۷ – ۵ ژوئیهٔ ۲۰۰۹) صخره‌نورد اهل ایالات متحده آمریکا بود. او اندام ورزیده‌ای داشت و به خاطر تک-صخره‌نوردی‌های آزاد (free soloing) جسورانه اش مشهور است.
سال ۱۹۸۱ با یادداشتی همگان را به چالشی با جایزهٔ ۱۰۰۰۰ دلاری فرا خواند مشروط بر اینکه یک روز تمام بتوانند او را همراهی کنند. هیچ‌کس این چالش را نپذیرفت.
باکر سال ۲۰۰۹ در جریان یکی از تک-صخره‌نوردیها در ماموت لیکس، کالیفرنیا کشته شد در حالی که از صدمات ناشی از حادثه رانندگی سال ۲۰۰۶ رنج می‌برد.